# Rasmus Myrgren
Rasmus Paul Myrgren (Lindome, 25 de noviembre de 1978) es un deportista sueco que compitió en vela en la clase Laser. 
Participó en dos Juegos Olímpicos de Verano, obteniendo una medalla de bronce en Londres 2012, en la clase Laser, y el sexto lugar en Pekín 2008. Ganó una medalla de bronce en el Campeonato Mundial de Laser de 2006.

## Palmarés internacional
| \| Juegos Olímpicos \| Juegos Olímpicos \| Juegos Olímpicos \| Juegos Olímpicos \| \| Año \| Lugar \| Medalla \| Clase \| \| ------------------ \| --------------------- \| ----------------- \| ---------------- \| \| 2012 \| Londres (Reino Unido) \| Medalla de bronce \| Laser \| \| Campeonato Mundial \| \| \| \| \| Año \| Lugar \| Medalla \| Clase \| \| 2006 \| Jeju (Corea del Sur) \| Medalla de bronce \| Laser \| |                       |                   |       |
| Juegos Olímpicos |                       |                   |       |
| Año | Lugar                 | Medalla           | Clase |
| 2012 | Londres (Reino Unido) | Medalla de bronce | Laser |
| Campeonato Mundial |                       |                   |       |
| Año | Lugar                 | Medalla           | Clase |
| 2006 | Jeju (Corea del Sur)  | Medalla de bronce | Laser |